# Джефри Хофман
Джефри Алън Хофман (на английски: Jeffrey Alan Hoffman) e американски астронавт, ветеран от пет космически полета.

## Биография
Хофман е роден на 2 ноември, 1944 г. в Бруклин, Ню Йорк. Завършва астрономия в Колежа Амхърст през 1966 и получава докторска степен по астрофизика от Харвард през 1971.
Избран е за астронавт от НАСА през януари 1979 г.
От 2002 e професор в Масачусетският технологичен институт.

## Полети

### Първи полет
Хофман прави първия си космически полет като специалист по мисията на полет STS-51D от 12 до 19 април 1985 г., с космическата совалка „Дискавъри“. На тази мисия, той прави първата извънредна космическа разходка, в опит за спасяване на неизправен спътник.

### Втори полет
Хофман прави своя втори космически полет като специалист по мисията STS-35, 2 до 10 декември, 1990 г., с космическата совалка „Колумбия“. Това е мисия на Spacelab със специализираната ултравиолетова астрономическа лаборатория „ASTRO-1“, проект за който д-р Хофман работи от 1982 г. насам.

### Трети полет
Хофман прави третия си космически полет като командир на полезния товар и специалист на мисия STS-46, проведен от 31 юли до 8 август 1992 г., с космическата совалка „Атлантис“. По време на тази мисия е пуснат в орбита Европейската възвръщаема транспортна платформа (EURECA) на ЕКА, съвместно с НАСА и Италианската космическа агенцията, за първия от 5-е предвидени полета. Хофман работи по този проект от 1987 г.

### Четвърти полет
Хофман прави четвъртия си полет като член на екипажа на STS-61 от 2 до 13 декември 1993 г. с космическата совалка „Индевър“. По време на този полет, телескопа „Хъбъл“ е хванат, ремонтиран и възстановен в пълния си капацитет по време на 5 космически разходки с 4 космонавти, включително Хофман.

### Пети полет
За последен път Хофман е лети на STS-75 (22 февруари – 9 март 1996 г.) с космическата совалка „Колумбия“. Това е 16-дневна мисия, чиято основна цел е свързаната спътникова система (TSS) и третият полет на САЩ с лабораторията по микрогравитация (USMP-3). По време на тази мисия, д-р Хофман става първият астронавт, налетял 1000 часа на борда на космическа совалка.
| Космически полети на Джефри Хофман                                | Космически полети на Джефри Хофман | Космически полети на Джефри Хофман | Космически полети на Джефри Хофман | Космически полети на Джефри Хофман  |
| №                                                                 | Дата                               | КК                                 | Функции                            | Продължителност                     |
| ----------------------------------------------------------------- | ---------------------------------- | ---------------------------------- | ---------------------------------- | ----------------------------------- |
| 1                                                                 | 12 април 1985                      | „Дискавъри“, мисия STS-51D         | Специалист на мисията              | 6 денонощия 23 часа 56 мин 26 сек.  |
| 2                                                                 | 2 декември 1990                    | „Колумбия“, мисия STS-35           | Специалист на мисията              | 8 денонощия 23 часа 6 мин 6 сек.    |
| 3                                                                 | 31 юли 1992                        | „Атлантис“, мисия STS-46           | Специалист на мисията              | 7 денонощия 23 часа 16 мин 6 сек.   |
| 4                                                                 | 2 декември 1993                    | „Индевър“, мисия STS-61            | Специалист на мисията              | 10 денонощия 19 часа 59 мин 26 сек. |
| 5                                                                 | 22 февруари 1996                   | „Колумбия“, мисия STS-75           | Специалист на мисията              | 15 денонощия 17 часа 41 мин 26 сек. |
| Сумарно време в космоса – 50 денонощия 11 часа 59 минути и 30 сек |                                    |                                    |                                    |                                     |

В открития космос има 4 разходки, от които 1 е по време на полет STS-51D и 3 са по време на полет STS-61, с обща продължителност 25 часа и 12 минути.
Със завършването на петия си космически полет, д-р Хофман е регистрирал повече от 1211 часа и 21,5 милиона мили в космоса. Той е и първият евреин в космоса.

## След НАСА
От 2002 г. той е професор на практика в Департамента по аеронавтика и астронавтика в Масачузетски технологичен институт.
От 2008 г. той също е гост-професор в Катедрата по физика и астрономия в Университета в Лестър.

## Награди и отличия
- Amherst College (1963) – Награда на Портър по астрономия;
- (1964) – Втора награда Уокър по математика;
- (1965) Стипендия John Summer Runnells;
- (1966) Награда Stanley V. and Charles B. Travis;
- Стипендия Woods;
- Стипендия на фондация „Удроу Уилсън“, 1966 – 67;
- Стипендия на Националната научна фондация, 1966 – 71;
- Стипендия на Националната академия на науките пост-докторанти, 1971 – 72;
- Стипендия на НАТО, 1973 – 74;
- медал на НАСА „За космически полет“ (5);
- медал на НАСА „За извънредни заслуги“ (2)
- медал на НАСА „За отлична служба“ (2)
- награда на Свободен безплатен Форум Spirit (1994);
- награда на Американския институт по аеронавтика и астронавтика през 1995 г.;
- Въведен в Залата на славата като астронавт през 2007 г.;